# David Kelly (fotbollsspelare)
David Thomas Kelly, född 25 november 1965, är en irländsk-engelsk fotbollstränare och före detta professionell fotbollsspelare. Han spelade som anfallare för fotbollsklubbarna Walsall, West Ham United, Leicester City, Newcastle United, Wolverhampton Wanderers, Sunderland, Tranmere Rovers, Sheffield United, Motherwell och Mansfield Town mellan 1988 och 2002. Kelly vann två Football League First Division-mästerskap och en Football League Third Division-mästerskap. Han spelade också 26 landslagsmatcher för det irländska fotbollslandslaget mellan 1990 och 1999.
Efter den aktiva spelarkarriären har han varit till störst del assisterande tränare men var temporär tränare för Nottingham Forest och Port Vale.